# Segalstad bru
Segalstad bru (auch Segalstad Bru) ist eine Ortschaft in der norwegischen Kommune Gausdal in der Provinz (Fylke) Innlandet. Der Ort stellt das Verwaltungszentrum von Gausdal dar und hat 1062 Einwohner (Stand: 1. Januar 2024).

## Geografie
Segalstad Bru ist ein sogenannter Tettsted, also eine Ansiedlung, die für statistische Zwecke als eine städtische Siedlung gewertet wird. Die Ortschaft liegt am Ufer der Gausa, die in Richtung Südosten das Tal Gausdal durchfließt. Im Süden des Ortes mündet die Jøra in die Gausa. Etwas südöstlich von Segalstad bru liegt an der Gausa die Ortschaft Follebu.

## Geschichte
Während des Zweiten Weltkriegs kam es Ende April 1940 auf der Brücke im Ort zu Kampfhandlungen. Ein Denkmal erinnert heute daran.

## Wirtschaft und Infrastruktur
Durch Segalstad bru führt der Fylkesvei 255. Dieser stellt Richtung Südosten die Anbindung an die Stadt Lillehammer her. In Segalstad bru führt der Fylkesvei 255 über die Gausa und knickt in den Westen ab. Von der Ortschaft weiter in den Norden durch das Gausdal führt der Fylkesvei 254.
Für die Lokalwirtschaft ist die Holzindustrie von größerer Bedeutung.

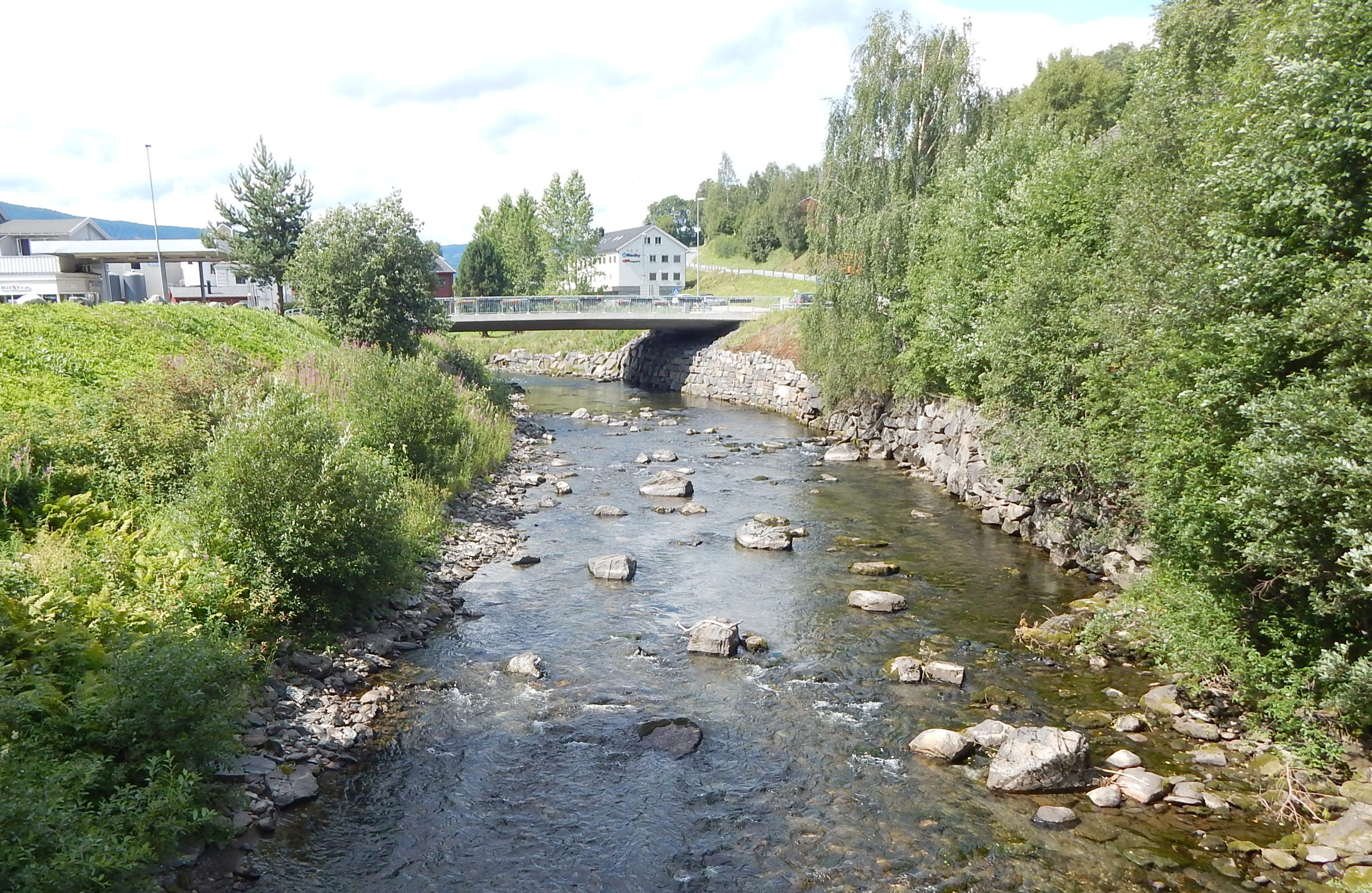
Die Gausa in Segalstad bru
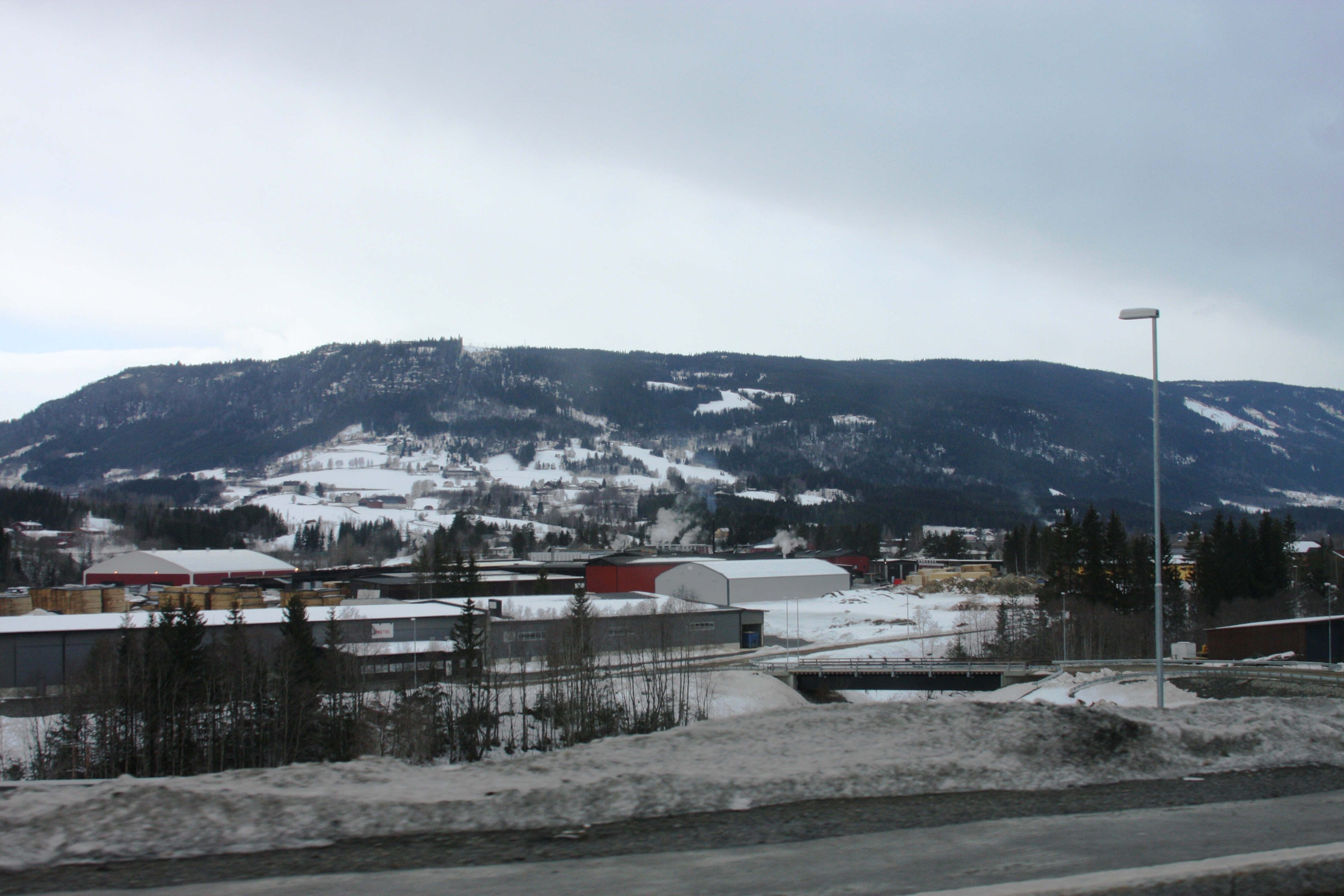
Der Forstbetrieb Gausdal Bruk

## Name
Der Name Segalstad leitet sich vom altnordischen Namen *Sigvalds- oder *Sigvaldastaðir ab und setzt sich aus dem Männernamen Sigvaldr und dem weit verbreiteten Namensbestandteil -stad zusammen. Mit Seggelstad gibt es in den Kommunen Sør-Fron und Ringebu Orte, die einen ähnlichen Namen tragen. Der Namensbestandteil bru bedeutet im Deutschen „Brücke“.